# Cratere Ariadne
Ariadne è un cratere di Venere situato nell'emisfero settentrionale del pianeta. È utilizzato per determinare il meridiano principale del sistema di riferimento topografico di Venere, analogamente a quanto avviene sulla Terra con Greenwich.
Il cratere è stata battezzato dall'Unione Astronomica Internazionale utilizzando un nome femminile della lingua greca corrispondente all'italiano Arianna.